# 崔賾 (隋朝)
崔赜（550年—618年），中国隋朝官僚、文学者。表字祖濬，博陵郡安平县（今河北省安平县）人。崔廓之子。
崔赜七岁就能作文章。長成后身材矮小，有口才。開皇初年，被秦王楊俊推薦，射策及第，隋文帝命他和儒者一起参定礼乐，担任校書郎。转任協律郎，被太常卿蘇威看重。母亲去世，崔賾去職服丧，五日水米不沾。
召为河南王楊昭、豫章王楊暕侍读，常常隔日来往于二王宅邸。601年（仁寿元年），楊昭为晋王，崔賾担任他的属下記室参軍，离开了楊暕。楊暕和崔賾互通书信，赠给他粮米衣物。晋王府邸的文章多出自崔賾的手笔。605年（大業元年），楊昭为皇太子，崔賾担任太子斋帥，转任舍人。606年（大業二年），楊昭去世，崔賾称病回家。
後隋煬帝召他为起居舍人。608年（大業四年），跟随煬帝入汾陽宮，宿营河陽鎮。藍田县令王曇在藍田山捡到一个玉人，奏上。煬帝向群臣諮問玉人的事情，崔賾引用東魏盧元明《嵩高山廟記》，说玉人即神人，表示慶賀，煬帝大喜。崔賾跟随煬帝登太行山，煬帝問：「什么地方有羊腸坂」，崔賾回答「《漢書》地理志上说上党郡壶关县有羊腸坂」。煬帝说：「不是」，崔賾答：「皇甫謐《地書》上说太原郡北九十里有羊腸坂」。煬帝说：「对」，然后对牛弘说：「崔祖濬就是所谓問一知二的人」。609年（大業五年），崔賾受煬帝之命聚集儒者編纂《区宇图志》二百五十卷，上奏进献。煬帝认为不好，又命虞世基、許善心增補六百卷。崔賾父亲崔廓去世、崔賾去職守丧。守丧没有结束，就让他出来做事。
隋朝遠征高句麗，崔賾任鷹揚長史。高句麗之地设置隋朝郡县的名字，都是采纳崔賾的建议。煬帝命崔賾作《東征記》。613年（大業九年）任越王楊侗長史。山東民众反隋起事，崔賾受煬帝之命安抚高陽郡、襄国郡，八百多人归順。616年（大業十二年），跟随煬帝到江都。618年（大業十四年），宇文化及殺害煬帝，召崔賾为著作郎。崔賾在途中患病，在彭城去世。享年六十九岁。
崔賾和元善、柳䛒、王劭、姚察、諸葛潁、劉焯、劉炫互相友好，休暇的时候終日清談。崔賾所著詞、賦、碑、誌共有十万言，編纂《洽聞志》7卷、《八代四科志》30卷、未及发表，江都大乱，全成为灰燼。